# Kriol
Cet article concerne le créole bélizien. Pour créole de Guinée-Bissau, voir créole de Guinée-Bissau.
Le kriol ou créole bélizien est un créole fondé sur la langue anglaise, parlé au Bélize. Ce créole serait parlé par environ 120 000 personnes en 2016.